# Riffelhorn
Le Riffelhorn est une montagne d’une altitude de 2 930 mètres dans la partie alémanique du canton du Valais. Le Riffelhorn fait partie de l'arête du Gorner et offre d'excellentes possibilités d'escalade avec plusieurs voies de différents niveaux. Il est utilisé depuis longtemps par les guides alpins locaux pour entraîner les grimpeurs à l'escalade avant leur ascension vers des montagnes plus élevées.
Il s'agit également d'un point de vue très populaire, situé au milieu de l'une des vallées les plus célèbres des Alpes, entre le Cervin et le mont Rose. De plus, l'altitude de près de 3 000 m donne une atmosphère nécessaire aux conditions alpines. L'accès le plus proche est la gare de Rotenboden (en).
Sur le versant nord de la montagne se trouve le Riffelsee (en).